# Рєпіне
Рє́піне (до 1948 року — Бюю́к-Яшла́в, крим. Büyük Yaşlav) — село в Україні, у Бахчисарайському районі Автономної Республіки Крим. Підпорядковане Ароматненській сільській раді. Розташоване на заході району.
До примусової депортації радянськими окупантами в 1944 році кримських татар село мало назву Бююк-Яшлав.
Відстань від райцентру до села становить 12 кілометрів.

## Населення
За даними перепису населення 2001 року, у селі мешкало 197 осіб. Мовний склад населення села був таким:
| Мова              | Число ос. | Відсоток |
| ----------------- | --------- | -------- |
| українська        | 14        | 7,11     |
| російська         | 92        | 46,7     |
| кримськотатарська | 76        | 38,58    |
| білоруська        | 1         | 0,51     |